# Polikarpow I-16
Die Polikarpow I-16 (russisch Поликарпов И-16) war ein sowjetisches Jagdflugzeug aus den 1930er-Jahren mit einem luftgekühlten Neunzylinder-Sternmotor. Der im Zentralen Konstruktionsbüro des Moskauer Staatlichen Flugzeugwerkes Nr. 1 (russisch Государственный авиационный завод № 1 [ГАЗ № 1]) unter der Leitung von Nikolai Polikarpow entwickelte Tiefdecker in Gemischtbauweise war das erste in Serie gefertigte Flugzeug mit Einziehfahrwerk.
Insgesamt wurden 8.643 Maschinen gebaut, davon 1.639 als zweisitzige Trainerversion.

## Allgemeines
Mit ihrer oft unterschätzten Wendigkeit hatte sie, selbst als bereits betagtes Flugzeugmuster und bei hoffnungsloser Unterlegenheit, immer wieder Überraschungserfolge. Sie erhielt verschiedene Beinamen: Wegen ihrer kritischen Start- und Landeeigenschaften und der Bezeichnung I-16, was auf Russisch i-schestnadzat' ausgesprochen wird, nannten sie die sowjetischen Luftstreitkräfte Ischak (Esel); auch wurde sie dort und bei den Luftstreitkräften Finnlands Jastrebok (Falke) genannt, weil sie in der Luft stehen zu können schien.
Im Spanischen Bürgerkrieg nannten sie die republikanischen Truppen halb anerkennend, halb geringschätzig Mosca (Fliege), und auf Seiten ihrer Gegner, der Falangisten und der in Spanien kämpfenden deutschen Legion Condor, hatte sich Rata (Ratte) eingebürgert. Piloten der japanischen Heeresluftstreitkräfte, denen sie im Japanisch-Chinesischen Krieg gegenüberstand, nannten sie abschätzig Abu (Pferdebremse). Ebenfalls bekannt wurde die Polikarpow I-16 in der Anfangsphase des „Unternehmens Barbarossa“, des Überfalls der Wehrmacht auf die Sowjetunion, mit dem am 22. Juni 1941 der Deutsch-Sowjetische Krieg begann.

## Entwicklung
Aufgrund einer Forderung nach einem schnellen Jagdeinsitzer von 1932 begannen Pawel Suchoi beim ZAGI und Nikolai Polikarpow beim ZKB mit der Entwicklung zweier unterschiedlicher Typen. Der ZAGI-Entwurf I-14 wurde nach 18 gebauten Maschinen nicht weiter verfolgt, da der Typ ZKB-12 von Polikarpow sehr vielversprechend war.
Nach neun Monaten Entwicklungszeit erfolgte mit dem M-22-Sternmotor, einem sowjetischen Lizenzbau des britischen Bristol Jupiter, der Erstflug der ZKB-12 am 31. Dezember 1933 mit Waleri Tschkalow als Pilot. Es entstand noch ein weiterer Prototyp – die mit einem amerikanischen Wright R-1820 Cyclone ausgestattete ZKB-12bis. Sie erreichte bei der Erprobung die damals eindrucksvolle Geschwindigkeit von 437 km/h in 3.000 Metern Höhe und war damit allen bekannten Jagdflugzeugen überlegen.
Die Serienfertigung der ersten Version I-16 Typ 1 begann Mitte 1934. Danach wurde das Muster ständig weiterentwickelt. Ein Jahr später wurde die I-16 auf der Militärparade zum 1. Mai in Moskau und wenig später auf einer Ausstellung in Mailand der internationalen Öffentlichkeit präsentiert.

## Einsatz
Zur Unterstützung der republikanischen Truppen im Spanischen Bürgerkrieg lieferte die Sowjetunion die I-16 an die Luftstreitkräfte der Spanischen Republik (Fuerzas Aéreas de la República Española, FARE). Am 31. Oktober 1936 trafen die ersten 31 Polikarpow-Maschinen ein. Sie erhielten dort den Beinamen Mosca (Fliege).
Als Super Mosca wurden die insgesamt gelieferten 157 Maschinen vom Typ 5 und 6 sowie 136 Stück vom Typ 10 bezeichnet. Nach dem Ende des Zweiten Weltkrieges waren noch 22 Maschinen flugfähig, 30 weitere wurden noch in Jerez nachgebaut und waren bis Ende 1953 im Flugbetrieb. Gegen die Doppeldecker-Jäger der Putschisten, wie der von der deutschen Luftwaffe im Rahmen der Legion Condor eingesetzten Heinkel He 51, bewährte sie sich durch ihre Schnelligkeit und engen Kurvenradius ausgezeichnet. Auch gegen die ersten Messerschmitt Bf 109 der Versionen B, C und D konnte sie sich behaupten. Dies führte auf Seiten der Sowjetunion dazu, dass die Entwicklung neuer Jagdflugzeuge zurückgestellt wurde. Gegen die ab 1938/39 eingesetzten Bf 109 E zeigten sich die I-16 als leistungsmäßig unterlegen, was aber in der Sowjetunion keine große Beachtung mehr fand. Dies lag wohl auch daran, dass die Bf 109E erst in Spanien erschien, als die Sowjetunion sich von dort weitgehend zurückgezogen hatte. Letztlich wurde auf Seiten der Sowjetunion übersehen, dass die I-16 sich am Ende ihrer Entwicklungsmöglichkeiten befand, die Bf 109 hingegen erst am Anfang derselben. Ein geplanter Serienbau der I-16 in Spanien kam vor dem Ende des Bürgerkrieges nicht mehr zu Stande.
Die I-16 wurde auch nach China exportiert, das sie 1937 und 1938 gegen die Kaiserlich Japanische Armee einsetzte. Bei den sowjetisch-japanischen Grenzstreitigkeiten von 1939 kam die I-16 genauso zum Einsatz wie im finnischen Winterkrieg 1939/40. Bewährte sich die I-16 noch gegen die Japaner, wendete sich das Blatt jedoch gegen Finnland. Die wenigen, aber besser ausgebildeten Piloten Finnlands schossen deutlich mehr sowjetische Flugzeuge ab, als umgekehrt.
Zu Beginn des „Großen Vaterländischen Krieges“ im Sommer 1941 war die I-16 der meistverwendete Jäger der sowjetischen Luftstreitkräfte. Der größte Teil der an der Westfront eingesetzten I-16-Verbände wurde jedoch durch die deutsche Luftwaffe am Boden zerstört. Die I-16 war gegen die deutschen Flugzeuge hoffnungslos veraltet. Anfangs ließen sich die Piloten der Luftwaffe noch durch die ungewöhnliche Wendigkeit der I-16 überraschen. Insbesondere die Fähigkeit sowjetischer Jagdflugzeuge „auf der Flügelspitze kehrt zu machen“ machte sie zu keinem gar so leichten Gegner, jedoch machte sich schon bald die mangelhafte Ausbildung der neuen sowjetischen Piloten bemerkbar. Das Fehlen einer Funkausrüstung kam erschwerend hinzu. So konnten sowjetische Piloten nicht flexibel auf plötzlich auftauchende Gegner oder neue Ziele reagieren, auch flogen sie noch nach veralteten Taktiken (Dreierkette statt im Paar). Während eine Bf 109 eine I-16 jederzeit einholen oder ihr davonfliegen konnte, blieb den I-16-Piloten häufig als letztes Mittel nur noch der äußerst riskante Rammstoß, um gegen die moderneren deutschen Jagdflugzeuge oder Bomber zum Erfolg zu kommen. So soll der sowjetische Pilot Iwan Nowikow mit seiner Polikarpow I-16 am 23. Juli 1941 eine Junkers Ju 88A des Kampfgeschwaders 54 gerammt haben, so dass sie abstürzte. Ende 1943 wurde sie endgültig aus dem Fronteinsatz gezogen, da zu diesem Zeitpunkt bei weitem fortschrittlichere Muster in ausreichender Zahl zur Verfügung standen.

## Konstruktion
Die I-16 war ein kleiner Eindecker mit spindelförmigem Rumpf in Gemischtbauweise, vorn mit Aluminium und hinten mit Sperrholz beplankt. Der Flügel bestand aus zwei Stahlrohrholmen mit Duralumin-Rippen und Stoffbespannung, die geschlitzten Querruder liefen über die gesamte Spannweite und dienten gleichzeitig als Landeklappen. Das Hauptfahrwerk wurde manuell mit einer Handkurbel eingezogen, was etwa 44 Umdrehungen erforderte.

## Neubauten

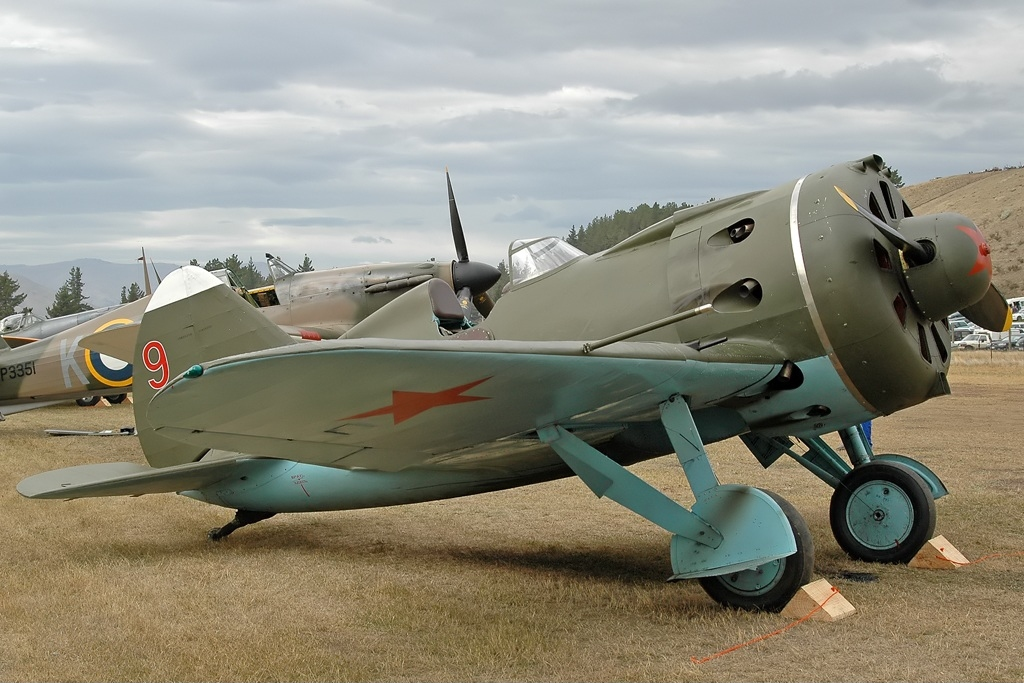
Ein I-16-Neubau in Neuseeland

Gegen Ende der 1990er Jahre wurde von der Moskauer Gesellschaft zur Restaurierung historischer Flugzeuge in Zusammenarbeit mit dem ehemaligen Herstellerwerk in Nowosibirsk eine begrenzte Produktion von I-16 und I-153 unter Verwendung von Originalteilen, die von in Nordwestrussland aufgefundenen Wracks stammten, wiederaufgenommen. Auch Teile zweier geborgener I-15 wurden beim Bau verwendet. Die noch vorhandenen Originalzeichnungen und die technische Werkausstattung konnten ebenfalls genutzt werden. Die solchermaßen entstandenen Flugzeuge entsprechen in ihren Leistungsdaten weitgehend den historischen Vorbildern, zumal als Antrieb der Originalmotor M-62 Verwendung findet. Die ersten Neubauten (sechs I-16 und drei I-153) wurden für jeweils 200.000 US-Dollar nach Neuseeland verkauft. Die Flugzeuge sind voll kunstflugtauglich und werden auch auf Flugschauen präsentiert und vorgeflogen. Die rekonstruierte I-16 mit der Seriennummer 2421319, die ehemals die neuseeländische Zulassung ZK-JIN trug, wurde nach Deutschland verkauft und erhielt die Zulassung D-EPRN (für „Polikarpov Red Nine“).

## Versionen
I-16 Typ 1 (ZKB-12)
Aus dem ersten Prototyp hervorgegangene, erste Serie mit Motor M-22, zwei SchKAS-MG in den Tragflächen und erhöhter Startmasse. Es entstand eine kleine Serie von 30 Stück. 1935 wurden einige Exemplare für das Sweno-Projekt mit zwei Bomben unter den Tragflächen ausgerüstet.
| Kenngröße             | Daten                                         |
| --------------------- | --------------------------------------------- |
| Baujahr               | 1934 (ZKB-12 1933)                            |
| Antrieb               | M-22, Startleistung 480 PS (353 kW)           |
| Höchstgeschwindigkeit | 359 km/h in Bodennähe 325 km/h in 4000 m Höhe |
| Steigzeit             | 9,4 min auf 5000 m Höhe                       |
| Gipfelhöhe            | 7130 m                                        |
| Reichweite            | 720 km                                        |
| Zeit für Vollkreis    | 14,3 s                                        |
| Startmasse            | 1311 kg (ZKB-12: 1345 kg)                     |
| Bewaffnung            | zwei 7,62-mm-MG SchKAS                        |

I-16 Serie (ZKB-12bis)
Aus dem zweiten Prototyp ZKB-12bis abgeleitete Version mit gepanzerter Rückenplatte für den Piloten und geschlossener Kabinenhaube. Es entstand eine kleine Serie.
| Kenngröße             | Daten                                         |
| --------------------- | --------------------------------------------- |
| Baujahr               | 1934                                          |
| Antrieb               | Wright Cyclone, Startleistung 712 PS (524 kW) |
| Höchstgeschwindigkeit | 382 km/h in Bodennähe 437 km/h in 3000 m Höhe |
| Steigzeit             | 6,8 min auf 5000 m Höhe                       |
| Gipfelhöhe            | 8640                                          |
| Reichweite            | 800 km                                        |
| Zeit für Vollkreis    | 15,0 s                                        |
| Leermasse             | 1150 kg                                       |
| Startmasse            | 1420 kg                                       |
| Bewaffnung            | zwei 7,62-mm-MG SchKAS                        |

I-16 Typ 4
Serienmodell mit M-25-Antrieb (Lizenz Wright R-1820) und 8-mm-Panzerplatte hinter dem Piloten. Es entstand eine kleine Serie. Die ersten Exemplare besaßen eine geschlossene Kabinenhaube.
| Kenngröße             | Daten                                         |
| --------------------- | --------------------------------------------- |
| Baujahr               | 1934                                          |
| Antrieb               | M-25, Startleistung 700 PS (515 kW)           |
| Höchstgeschwindigkeit | 395 km/h in Bodennähe 455 km/h in 4000 m Höhe |
| Steigzeit             | 6,2 min auf 5000 m Höhe                       |
| Gipfelhöhe            | 9280                                          |
| Reichweite            | 820 km                                        |
| Zeit für Vollkreis    | 15,0 s                                        |
| Leermasse             | 1160 kg                                       |
| Startmasse            | 1422 kg                                       |
| Bewaffnung            | zwei 7,62-mm-MG SchKAS + 200 kg Bomben        |

I-16 Typ 5
Weiterentwicklung des Typs 4 und Großserienexemplar mit AW-1-Luftschraube, Unterflügelstationen und geänderter Triebwerksverkleidung. Über 1.500 wurden gefertigt. Einige Exemplare erhielten ein starres Fahrwerk. Zwei Typ 5 wurden 1936 zu Schlachtflugzeugen mit sechs SchKAS-MG an Flügelkonsolen umgerüstet. Die MG waren um 10° nach unten schwenkbar. Einige andere wurden für die Sweno-Versuche umgebaut.
| Kenngröße             | Daten                                         |
| --------------------- | --------------------------------------------- |
| Baujahr               | 1935                                          |
| Antrieb               | M-25, Startleistung 700 PS (515 kW)           |
| Höchstgeschwindigkeit | 395 km/h in Bodennähe 454 km/h in 3000 m Höhe |
| Steigzeit             | 6,2 min auf 5000 m Höhe                       |
| Gipfelhöhe            | 9200 m                                        |
| Reichweite            | 820 km                                        |
| Zeit für Vollkreis    | 15,0 s                                        |
| Leermasse             | 1200 kg                                       |
| Startmasse            | 1460 kg                                       |
| Bewaffnung            | zwei 7,62-mm-MG SchKAS + 200 kg Bomben        |

ZKB-18 (I-16Sch)

Dreiseitenriss mit geschlossener Kabine (I-16 Typ 5)

Schlachtflieger-Variante des Typ 1 von 1935 mit gepanzerter Kabine (erstmals in der sowjetischen Luftfahrt) und vier SchKAS- oder PW-1-Maschinengewehren. Ein Exemplar gebaut.
| Kenngröße             | Daten                               |
| --------------------- | ----------------------------------- |
| Baujahr               | 1935                                |
| Antrieb               | M-22, Startleistung 480 PS (353 kW) |
| Höchstgeschwindigkeit | 350 km/h in Bodennähe               |
| Gipfelhöhe            | 6800 m                              |
| Startmasse            | 1518 kg                             |
| Bewaffnung            | vier 7,62-mm-MG SchKAS oder PW-1    |

I-16P
Aus dem Typ 5 abgeleiteter stärker bewaffneter Prototyp zur Erprobung der neu entwickelten 20-mm-Kanone SchWAK (je 150 Granaten) und sechs Bombenschlössern unter den Flügeln. Aus der I-16P und dem Typ 10 entstand später das gleichnamige Schlachtflugzeug (Prototyp ZKB-12P), welches auch in Serie gebaut wurde (Daten in Klammern).
| Kenngröße             | Daten                                                                                                   |
| --------------------- | --- |
| Baujahr               | 1936 (1938)                                                                                             |
| Antrieb               | Wright Cyclone, Startleistung 712 PS (524 kW) (M-25W, Startleistung 750 PS (552 kW))                    |
| Höchstgeschwindigkeit | 390 km/h in Bodennähe 444 km/h in 3000 m Höhe (440 km/h)                                                |
| Steigzeit             | 7,4 min auf 5000 m Höhe                                                                                 |
| Gipfelhöhe            | 8250 m                                                                                                  |
| Reichweite            | (550 km)                                                                                                |
| Leermasse             | (1508 kg)                                                                                               |
| Startmasse            | 1640 kg (1670 kg)                                                                                       |
| Bewaffnung            | zwei 7,62-mm-MG SchKAS, zwei 20-mm-MK SchWAK, sechs Bomben (zwei SchWAK + zwei SchKAS oder vier SchWAK) |

I-16 Typ 6
1937 produzierte Serienversion mit stärkerem M-25A-Motor und verstärktem Flugwerk. Für den Wintereinsatz wurden einige Exemplare mit nicht einziehbarem Kufenfahrwerk ausgestattet. Die Flugleistungen sanken dementsprechend (Daten in Klammern).
| Kenngröße             | Daten                                                               |
| --------------------- | ------------------------------------------------------------------- |
| Baujahr               | 1937                                                                |
| Antrieb               | M-25A, Startleistung 730 PS (537 kW)                                |
| Höchstgeschwindigkeit | 390 km/h in Bodennähe (354 km/h) 440 km/h in 3000 m Höhe (385 km/h) |
| Steigzeit             | 6,3 min auf 5000 m Höhe (7,75 min)                                  |
| Gipfelhöhe            | 9100 m                                                              |
| Reichweite            | 810 km                                                              |
| Zeit für Vollkreis    | 15,5 s                                                              |
| Leermasse             | 1260 kg                                                             |
| Startmasse            | 1660 kg                                                             |
| Bewaffnung            | zwei 7,62-mm-MG SchKAS + 200 kg Bomben                              |

I-16 Typ 10
Wichtigste Serienvariante von 1937 mit zwei zusätzlichen SchKAS-MG über dem Motor und höherer Startmasse. Der Typ konnte im Winter mit einziehbaren Kufen ausgestattet werden und besaß eine breitere und kugelfeste Windschutzscheibe. Einige Maschinen erhielten Wright-Cyclone-R-1820-F-54-Motoren. Für bessere Leistung in großer Höhe wurden einige Typ 10 mit TK-1-Turboladern ausgestattet (Daten in Klammern).
| Kenngröße             | Daten                                                                    |
| --------------------- | ------------------------------------------------------------------------ |
| Baujahr               | 1937                                                                     |
| Antrieb               | M-25W, Startleistung 750 PS (552 kW) (M-25WTK, 750 PS (552 kW))          |
| Höchstgeschwindigkeit | 389 km/h in Bodennähe 440 km/h in 3000 m Höhe (494 km/h in 8.600 m Höhe) |
| Steigzeit             | 6,9 min auf 5.000 m Höhe (6,1 min)                                       |
| Gipfelhöhe            | 8.270 m (11.000 m)                                                       |
| Reichweite            | 800 km (800 km)                                                          |
| Zeit für Vollkreis    | 16,5 s                                                                   |
| Leermasse             | 1.350 kg (1.443 kg)                                                      |
| Startmasse            | 1.715 kg (1.840 kg)                                                      |
| Bewaffnung            | vier 7,62-mm-MG SchKAS                                                   |

I-16 Typ 17
Modernisierter Typ 10 mit höherer Gesamtmasse und verstärkter Bewaffnung, wurde in Großserie gebaut.
| Kenngröße             | Daten                                               |
| --------------------- | --------------------------------------------------- |
| Baujahr               | 1938                                                |
| Antrieb               | M-25W, Startleistung 750 PS (552 kW)                |
| Höchstgeschwindigkeit | 385 km/h in Bodennähe 425 km/h in 5.000 m Höhe      |
| Steigzeit             | 8,9 min auf 5.000 m Höhe                            |
| Gipfelhöhe            | 8.000 m (11.000 m)                                  |
| Reichweite            | 800 km                                              |
| Zeit für Vollkreis    | 18,0 s                                              |
| Leermasse             | 1.495 kg (1.443 kg)                                 |
| Startmasse            | 1.810 kg                                            |
| Bewaffnung            | zwei 7,62-mm-MG SchKAS oder BS zwei 20-mm-MK SchWAK |

I-16 Typ 18
Modernisierter Typ 10 mit M-62R-Ladertriebwerk und verringertem Kraftstoffvorrat, alternativ konnten zwei Zusatztanks mitgeführt werden. Bewaffnet mit vier SchKAS. Serienproduktion.
| Kenngröße             | Daten                                                          |
| --------------------- | -------------------------------------------------------------- |
| Baujahr               | 1939                                                           |
| Antrieb               | M-62, Startleistung 750 PS (552 kW) (M-25WTK, 750 PS (552 kW)) |
| Höchstgeschwindigkeit | 411 km/h in Bodennähe 464 km/h in 4800 m Höhe                  |
| Steigzeit             | 6,0 min auf 5000 m Höhe                                        |
| Gipfelhöhe            | 9470 m                                                         |
| Reichweite            | 800 km                                                         |
| Zeit für Vollkreis    | 18,5 s                                                         |
| Leermasse             | 1400 kg                                                        |
| Startmasse            | 1830 kg                                                        |
| Bewaffnung            | vier 7,62-mm-MG SchKAS                                         |

I-16 Typ 24
Meistgebauter und leistungsstärkster aller Typen mit M-25E- oder M-62-Antrieb, später wurden versuchsweise M-63 eingebaut. Das Modell erhielt verstärkte Tragflächen und größere Abwurftanks; die meisten wurden mit Funk- und Sauerstoffgeräten ausgestattet. Die Bewaffnung wurde ebenfalls verstärkt. Der Typ 24 wurde ab 1939 gebaut. Es erschienen auch Maschinen mit Turbolader TK-1.
| Kenngröße             | Daten |
| --------------------- | --- |
| Baujahr               | 1939 |
| Besatzung             | 1 |
| Länge                 | 6,04 m |
| Spannweite            | 8,88 m |
| Höhe                  | 2,41 m |
| Flügelfläche          | 14,87 m² |
| Flügelstreckung       | 5,3 |
| Antrieb               | ein luftgekühlter Schwezow M-62-Neunzylinder-Sternmotor                                                                         |
| Leistung              | 746 kW (1.000 PS) 1.000 PS (735 kW)                                                                                             |
| Höchstgeschwindigkeit | 440 km/h in Bodennähe 489 km/h in 3.000 m Höhe 525 km/h in 4.500 m Höhe                                                         |
| Steigzeit             | 5,8 min auf 5.000 m Höhe |
| Gipfelhöhe            | 11.000 m |
| Dienstgipfelhöhe      | 9.470 m |
| Reichweite            | normal 400 km maximal 600 km |
| Zeit für Vollkreis    | 18,5 s |
| Leermasse             | 1.475 kg |
| Startmasse            | 1.912 kg |
| Bewaffnung            | vier 7,62-mm-MG SchKAS oder zwei SchKAS und zwei 20-mm-MK SchWAK 200 kg Bomben oder sechs RS-82-Raketen an Unterflügelstationen |

ZKB-29 (SPB)
1936er Sturzkampf-Testversion mit pneumatisch zu bedienendem Fahrwerk und Landeklappen.
| Kenngröße             | Daten                                         |
| --------------------- | --------------------------------------------- |
| Baujahr               | 1936                                          |
| Antrieb               | Wright Cyclone, Startleistung 712 PS (524 kW) |
| Höchstgeschwindigkeit | 450 km/h in 3000 m Höhe                       |
| Gipfelhöhe            | 9000 m                                        |
| Startmasse            | 1455 kg                                       |

I-16SPB
Für das Projekt Sweno als Tochterflugzeuge genutzte I-16 mit zwei 250-kg-Bomben unter den Tragflächen. Als Mutterflugzeuge dienten TB-3-Bomber. Technische Daten befinden sich im Sweno-Artikel.
UTI-4
Eine in 1600 Exemplaren aus den Typen 5, 6 oder 10 gebaute zweisitzige Schulversion; es gab sie mit starrem oder einziehbarem Fahrwerk. Die älteren Ausführungen hießen UTI-1 und UTI-2. UTI steht für Utschebno-trenirowotschny Istrebitel (russisch Учебно-тренировочный Истребитель), Schul- und Übungsjagdflugzeug.
| Kenngröße             | Daten                                         |
| --------------------- | --------------------------------------------- |
| Baujahr               | 1937                                          |
| Antrieb               | M-25A, Startleistung 730 PS (537 kW)          |
| Höchstgeschwindigkeit | 347 km/h in Bodennähe 389 km/h in 3000 m Höhe |
| Steigzeit             | 6,3 min auf 5000 m                            |
| Gipfelhöhe            | 6400 m                                        |
| Reichweite            | 600 km                                        |
| Zeit für Vollkreis    | 18,0 s                                        |
| Leermasse             | 1200 kg                                       |
| Startmasse            | 1492 kg                                       |
| Bewaffnung            | keine                                         |

I-16 Typ 28 / Typ 30

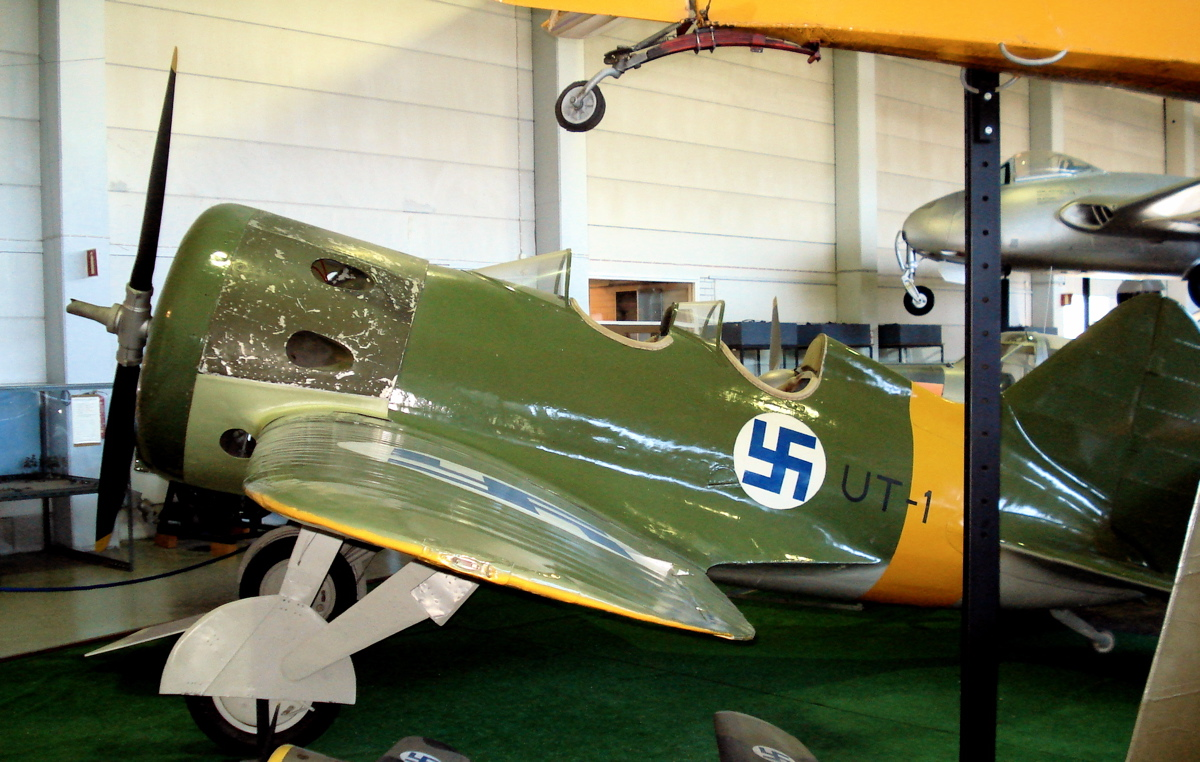
UTI-4: zweisitzige Schulversion mit finnischer Kennzeichnung in Helsinki

Nach dem Ende der Produktion 1939 wurde sie 1941 wieder aufgenommen und es erschienen diese beiden Varianten mit M-63-Motor. Gebaut wurden 450 Stück.

## Einsatzländer
- Sowjetunion
- Spanien
- China
- Mongolei
- Polen (zu Trainingszwecken)

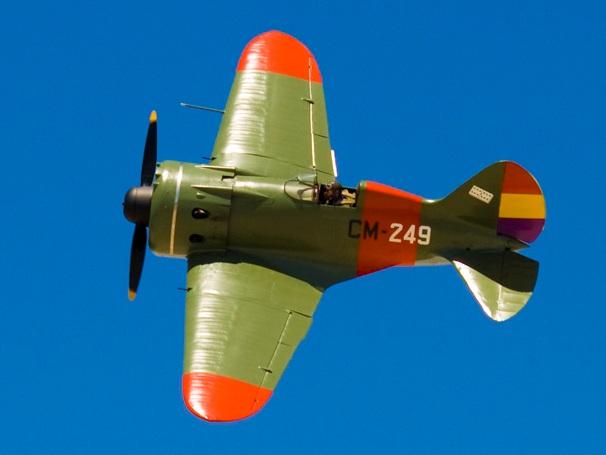
Spanische I-16

Als Beuteflugzeuge auch in den Luftstreitkräften von:
- Deutsches Reich
- Finnland
- Japan
- Spanien (Nationalisten)
- Rumänien